# 1786 en science
| Années de la science : 1783 - 1784 - 1785 - 1786 - 1787 - 1788 - 1789    |
| Décennies de la science : 1750 - 1760 - 1770 - 1780 - 1790 - 1800 - 1810 |

Cet article présente les faits marquants de l'année 1786 en science.

## Événements
- 17 janvier : première observation, à Paris, par Pierre Méchain, de la comète de Encke[1],[2].
- 28 janvier : l'Académie royale d'Irlande, fondée le 2 mai 1785 reçoit ses statuts[3].
- 2 février : devant les membres de la Société asiatique de Calcutta, Sir William Jones note la parenté entre le latin, le grec et le sanskrit, déjà remarquée par Gaston-Laurent Cœurdoux en 1767[4].

- 25 juillet : la plus courte (59 secondes) de toutes les éclipses totales de Soleil[5].
- 1er août : Caroline Herschel découvre une comète[6], devenant la première femme à le faire.
- 27 septembre : premier congrès international de l’extraction minière et de la sidérurgie à Sklené Teplice (Slovaquie). On y débat de l’extraction de métaux précieux à l’aide de mercure selon la technique de l’amalgame proposée par Ignaz von Born[7].

- Philippe Lebon invente le gaz d'éclairage par « distillation de bois » (« gaz hydrogène »)[8].

- Le chimiste suédois Carl Wilhelm Scheele isole l'acide gallique[9].
- Andrew Meikle met au point une batteuse mécanique capable de séparer le grain de la paille pour la moisson des céréales[10].

## Publications
- Ignaz von Born : Ueber das anquicken der gold- und silberhältigen Erze (Sur les amalgames des minéraux qui contiennent de l'or et de l'argent), Vienne.
- Erland Samuel Bring : Meletemata quaedam mathematica circa transformationem aequationum algebraicarum, contribution à la solution algébrique des équations du 5e degré.
- Tiberius Cavallo : A complete treatise on electricity in theory and practice : with original experiments (OCLC 976840194)
- Benjamin Franklin : Description of a new stove for burning of pitcoal, and consuming all its smoke (OCLC 5546171918) — C'est le poêle Franklin (en).
- Jean-Étienne Guettard : Nouvelle collection de mémoires sur différents parties intéressantes des sciences et arts, avec 183 planches : t. 1 ; t. 2 ; t. 3
- Nikolaus Joseph von Jacquin : Collectanea ad botanicam, chemiam, et historiam naturalem spectantia (OCLC 977445712)
- Joseph Priestley : Experiments and observations on different kinds of air, Birmingham, sixième et dernier volume.
- William Playfair : The Commercial and Political Atlas. Il y introduit pour la première fois la courbe statistique (série temporelle) et l'histogramme (diagramme en bâtons)[11].

- À Paris, parution de deux travaux sur le salpêtre : Mémoire sur la génération du salpêtre dans la craie de Louis Alexandre de La Rochefoucauld et Mémoire sur la formation et la fabrication du salpêtre de Charles Romme.

## Naissances

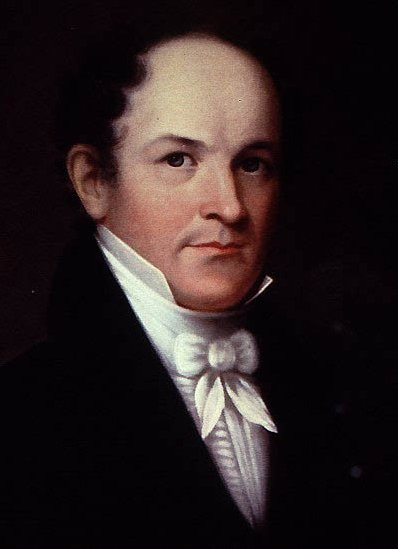
Thomas Nuttall

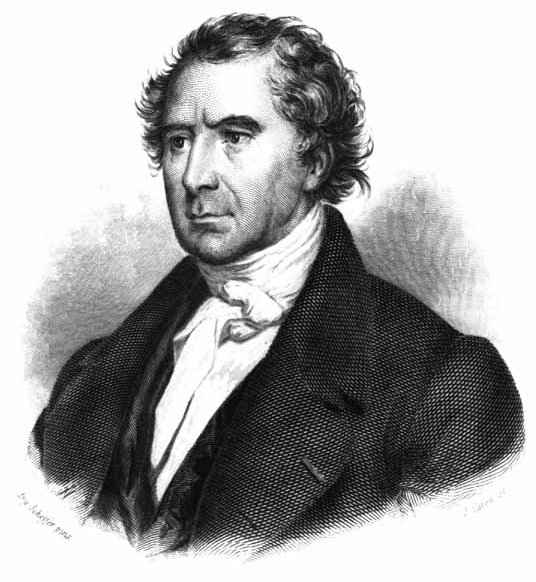
François Arago

- 5 janvier : Thomas Nuttall (mort en 1859), naturaliste britannique.
- 13 janvier : Pierre-Dominique Bazaine  (mort en 1838), scientifique et officier ingénieur du génie français.
- 28 janvier : Nathaniel Wallich (mort en 1854), botaniste danois.

- 2 février : Jacques Philippe Marie Binet (mort en 1856), mathématicien et astronome français.
- 26 février : François Arago (mort en 1853), mathématicien, physicien, et astronome français.

- 22 mars : Joachim Lelewel, historien et politique polonais.
- 25 mars : Giovanni Battista Amici (mort en 1863), astronome et un microscopiste italien.

- 15 avril : John Franklin (mort en 1847), explorateur britannique.
- 20 avril : Marc Seguin (mort en 1875), ingénieur et inventeur français.

- 25 mai : Jean-Marie Bachelot de La Pylaie (mort en 1856), botaniste, explorateur, dessinateur et archéologue français.

- 9 juin :  William George Horner (mort en 1837), mathématicien britannique.
- 11 juin : Philipp Jakob Cretzschmar (mort en 1845), médecin et zoologiste allemand.

- 24 juillet : Joseph Nicollet (mort en 1843), mathématicien et géographe français.
- 25 juillet : Otto Magnus von Stackelberg (mort en 1837), archéologue, peintre et écrivain d'origine germano-balte.

- 31 août : Michel-Eugène Chevreul (mort en 1889), chimiste français.

- 18 septembre : Justinus Kerner (mort en 1862), médecin et poète allemand.

- 7 décembre : Friedrich Ludwig Koch (mort en 1865), pharmacien allemand.
- 8 décembre : Jean de Charpentier (mort en 1855), géologue germano-suisse.
- 11 décembre : William John Bankes (mort en 1855), explorateur, égyptologue et aventurier anglais.

## Décès
- 6 janvier :

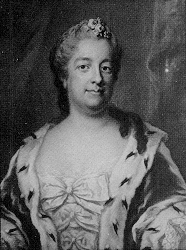
Eva Ekeblad

  - Jean-Étienne Guettard (né en 1715), géologue, minéralogiste et naturaliste français.
  - Pierre Poivre (né en 1719), administrateur colonial et agronome français.
- 21 janvier : Anthony Bacon (né en 1718), sidérurgiste anglais.

- 22 février : Thomas Wright (né en 1711), astronome, mathématicien, fabricant d'instruments, concepteur de jardins et architecte anglais[12].

- 20 avril : John Goodricke (né en 1764), astronome anglais.

- 4 mai : Leonardo Ximenes (né en 1716), mathématicien, ingénieur, astronome, géographe et universitaire italien.
- 15 mai : Eva Ekeblad (née en 1724), première femme admise à l’Académie royale des sciences de Suède.
- 21 mai : Carl Wilhelm Scheele (né en 1742), chimiste suédois.
- Mai : Edme Beguillet, agronome et historien français.

- 2 juin : Jean-Paul de Gua de Malves (né en 1710), savant français.

- 5 octobre : Johann Gottlieb Gleditsch (né en 1714), naturaliste allemand.
- 16 ou 18 octobre : Alexander Wilson (né en 1714), chirurgien, mathématicien et météorologue écossais.
- 25 octobre : Charles Mason (né en 1728), astronome et géomètre britannique.
- 28 octobre : Edmé-Gilles Guyot (né en 1706), cartographe, inventeur et mathématicien français.

- 11 novembre :  Jean Baptiste Cabanis (né en 1725), agronome français[13].
- 25 novembre : Nathanael Gottfried Leske (né en 1751), naturaliste et géologue allemand.